# Jeitinho brasileiro
A expressão jeitinho brasileiro, ou simplesmente jeitinho, refere-se de modo abrangente à maneira que o povo brasileiro teria de improvisar soluções para situações problemáticas, usualmente não adotando procedimentos ou técnicas estipuladas previamente. Obviamente este não é um conceito exclusivemente brasileiro e pode ser encontrado em diversos países com nomes diferentes: Vivenza Criolla em vários países latino-americanos, Megoldani Okosba na Hungria, sendo traduzido como "resolver as coisas de um jeito esperto", Juega Vivo no Panama e Malicia Indígena na Colômbia.
Dependendo do contexto, a expressão pode ser utilizada com conotação positiva (ligada à noção de criatividade) ou negativa (ligando-se então às noções de malandragem e corrupção). Relaciona-se de certa forma com o conceito de homem cordial, estabelecido pelo historiador Sérgio Buarque de Holanda em sua obra maior, Raízes do Brasil.
O jeitinho do ponto de vista cultural trata-se da malandragem, desonestidade, amoralidade, sendo este (jeitinho) bem visto por grande parte dos formadores de opinião,[carece de fontes?] por considerarem  a forma que a população, cercado de mazelas, tem de sobreviver. Infelizmente isto faz com que a população não consiga se desenvolver em diversos setores sociais,  uma vez que o jeitinho é modo de vida de grande parte da população, sem distinção de classe social.[carece de fontes?]

## Estudos acadêmicos

### Roberto DaMatta
Em sua obra "O Que Faz o Brasil, Brasil?", o antropólogo Roberto DaMatta compara a postura dos norte-americanos e a dos brasileiros em relação às leis. Explica que a atitude formalista, respeitadora e zelosa dos norte-americanos causa admiração e espanto nos brasileiros, acostumados a violar e a ver violada as próprias instituições; no entanto, afirma que é ingênuo creditar a postura brasileira apenas à ausência de educação adequada.
Roberto Damatta prossegue explicando que, diferente das norte-americanas, as instituições brasileiras foram desenhadas para coagir e desarticular o indivíduo. A natureza do Estado é naturalmente coercitiva; porém, no caso brasileiro, é inadequada à realidade individual. Um curioso termo – Belíndia – define precisamente esta situação: leis e impostos da Bélgica, realidade social da Índia.
Ora, incapacitado pelas leis, descaracterizado por uma realidade opressora, o brasileiro deverá utilizar recursos que vençam a dureza da formalidade, se quiser obter o que muitas vezes será necessário à sua mera sobrevivência. Diante de uma autoridade, utilizará termos emocionais. Tentará descobrir alguma coisa que possuam em comum – um conhecido, uma cidade da qual gostam, a “terrinha” natal onde passaram a infância. Apelará para um discurso emocional, com a certeza de que a autoridade, sendo exercida por um brasileiro, poderá muito bem se sentir tocada por esse discurso. E muitas vezes conseguirá o que precisa.
Nos EUA, as leis não admitem permissividade alguma, e possuem franca influência na esfera dos costumes e da vida privada. Em termos mais populares, diz-se que, lá, ou “pode”, ou “não pode”. No Brasil, descobre-se que é possível um “pode-e-não-pode”. É uma contradição simples: a exceção a ser aberta em nome da cordialidade não constitui pretexto para que novas exceções sejam abertas. O jeitinho jamais gera formalidade, e esta jamais sairá ferida após o uso do jeitinho.

### Sérgio Buarque e o homem cordial
Sérgio Buarque de Holanda, em "Raízes do Brasil" (Capítulo "O Homem Cordial"), fala sobre o brasileiro e uma característica presente no seu modo de ser: a cordialidade. Porém, cordial, ao contrário do que muitas pessoas pensam, vem da palavra latina cor, cordis, que significa coração. Portanto, o homem cordial não é uma pessoa gentil, mas aquele que age movido pela emoção no lugar da razão, não vê distinção entre o privado e o público, ele detesta formalidades, põe de lado a ética e a civilidade.
Em termos antropológicos, o jeitinho pode ser atribuído a um suposto caráter emocional do brasileiro, descrito como “o homem cordial” pelo antropólogo Sérgio Buarque de Holanda. No livro “Raízes do Brasil”, este autor afirma que o indivíduo brasileiro teria desenvolvido uma histórica propensão à informalidade. Deva-se isso ao fato de as instituições brasileiras terem sido concebidas de forma coercitiva e unilateral, não havendo diálogo entre governantes e governados, mas apenas a imposição de uma lei e de uma ordem consideradas artificiais, quando não inconvenientes aos interesses das elites políticas e econômicas de então. Daí a grande tendência fratricida observada na época do Brasil Império, tendência esta bem ilustradas pelos episódios conhecidos com Guerra dos Farrapos e Confederação do Equador.
Na vida cotidiana, tornava-se comum ignorar as leis em favor das amizades. Desmoralizadas, incapazes de se imporem, as leis não tinham tanto valor quanto, por exemplo, a palavra de um “bom” amigo; além disso, o fato de afastar as leis e seus castigos típicos era uma prova de boa-vontade e um gesto de confiança, o que favorecia boas relações de comércio e tráfico de influência. De acordo com testemunhos de comerciantes holandeses, era impossível fazer negócio com um brasileiro antes de se fazer amizade com este. Um adágio da época dizia que “aos inimigos, as leis; aos amigos, tudo”. A informalidade era – e ainda é – uma forma de se preservar o indivíduo.
Sérgio Buarque avisa, no entanto, que esta "cordialidade" não deve ser entendida como caráter pacífico. O brasileiro é capaz de guerrear e até mesmo destruir; no entanto, suas razões animosas serão sempre cordiais, ou seja, emocionais.

### Fernanda Carlos Borges
A filósofa Fernanda Carlos Borges, autora da obra "A filosofia do jeito – Um modo brasileiro de pensar com o corpo", partindo de abordagens filosóficas, socioculturais e cognitivas,  procura compreender o “jeitinho brasileiro”. Nesse percurso, analisa a relação entre o corpo e os mecanismos da consciência e da comunicação, fazendo uma ponte com pensadores como Wilhelm Reich e Oswald de Andrade.
“As instituições modernas européias supervalorizam a instância ideal. Nelas, a regra nunca pode ser questionada. Por isso somos tão criticados. O jeito brasileiro afronta a norma, pois na cultura popular a necessidade humana tem mais valor”, afirma Fernanda. Para muitos, entretanto, o jeito brasileiro impede a modernização e o crescimento. “É como se esse comportamento fosse um ranço primitivo tolhendo o nosso avanço. Mas, na verdade, criamos um novo modo de vida, mais afetiva”, diz.
O jeito e o modo como o corpo existe, pensa e se comunica implicam a inteligência comprometida com a imprevisibilidade e a novidade. O jeitinho brasileiro, portanto, é a afirmação cultural da condição existencial do jeito. A capacidade de transformação do corpo é muito maior do que a das instituições e resulta em uma condição radicalmente participativa. “Sem forma pronta, o corpo é um fazedor contínuo de cultura”, explica Fernanda.
A característica dessa transformação do corpo é muito familiar à da filosofia da devoração de Oswald de Andrade: a capacidade de transformação do valor oposto (tabu) em valor favorável (totem). O jeito do corpo é o totem do momento. Mobilizado pelo jeito, o jeitinho é contrário à reprodução em série.

## Na mídia
Diversos personagens do imaginário popular brasileiro trazem esta característica. Um dos mais conhecidos é o Pedro Malasartes, de origem portuguesa, profundamente enraizado no folclore popular brasileiro através do livro Malasaventuras, escrito pelo paulistano Pedro Bandeira. João Grilo, personagem de Ariano Suassuna em Auto da Compadecida, também carrega em si o jeitinho.

## Leituras adicionais
- Dando um Jeito no Jeitinho Brasileiro - como ser ético sem deixar de ser brasileiro - Lourenço Stelio Rega, Editora Mundo Cristão, ISBN 8573252057
- ...O Jeitinho Brasileiro - Lívia Barbosa, Elsevier Editora, ISBN 8535220046
- Carnavais, Malandros e Heróis – Roberto DaMatta
- O Que faz do brasil, Brasil? – Roberto DaMatta
- Raízes do Brasil – Sérgio Buarque de Holanda
- “A Filosofia do Jeito – um modo brasileiro de pensar com o corpo” - Fernanda Carlos Borges - Editora Summus
- «Jeitinho Brasileiro - um estilo de vida!»